# Morten Staugaard
Morten Staugaard (født 18. december 1967 i Middelfart) er en dansk skuespiller.
Staugaard er uddannet fra Skuespillerskolen ved Odense Teater i 1993.

## Karriere
Staugaard har optrådt på de store scener i Københavnsområdet og er blandt andet kendt for sin karakteristiske dybe stemme. Hans figurer er ofte farlige og usympatiske. Efter skuespilleruddannelsen kom han i scenetjeneste på Les Miserables på Østre gasværk teater og efterfølgende fastansat på Ålborg teater (1995-2000), hvor han blev tildelt flere hovedroller.
Han har medvirket i flere musicals såsom: The Phantom of the opera (Fantomet), Les Misérables (Javert), Mary Poppins, allesammen på Det ny teater.
Han har spillet Feste i Helligtrekongersaften af Shakespeare, Tartuffe i Tartuffe af Moliére, Cyrano i Cyrano af Sebastian/Enevold, Gregers Werle i Vildanden af Henrik Ibsen, Mark Cohen i Rent af Jonathan Larson, Wilhelm i The Black Rider af Waits/Borroughs, Anckarström i Gustav III af August Strindberg, Roger i Grease af Jacobs/Casey. Bobby i Company af Sondheim, Lord Goring i Den Ideelle Ægtemand af Oscar Wilde og Oberon/Theseus i En skærsommernatsdrøm af Shakespeare. 
Morten Staugaard har været nomineret til to Reumerter for bedste birolle i At dø eller ikke at dø (Østre gasværk teater) og Jesus christ superstar som Pontius Pilatus (Østre gasværk teater) Herudover har han medvirket i fire opsætninger, der har vundet årets Reumert for bedste stykke. På Betty Nansen Teatret har han medvirket i Et drømmespil, Djævlene, Woyzeck, Den store Bastian, Demokrati, Bliktrommen.
Morten Staugaard har været fastansat på Det Kongelige Teater siden 2014.
Han har lagt stemme til en række tegnefilm, bl.a. Prinsen af Egypten (1998), Atlantis: Det forsvundne rige (2001), Lilo & Stitch (2002) og Lilo & Stitch 2 (2005).

## Privatliv
Han er gift med skuespilleren Christiane Gjellerup Koch, de har sønnen Tobias Staugaard, og en datter, Signe Staugaard.

## Filmografi
- Min fynske barndom (1994)

### Tv-serier
- Nikolaj og Julie (2002-2003)
- Borgen (2010)
- Hotellet (2000-2002)